# مو بامبا (أغنية)
«مو بامبا» هي أغنية منفردة لمغني الراب الأمريكي الشيخ وس . تم إصداره في 16 يونيو 2017 ، بواسطة سجلات جاك الصبار و غود ميوزك و تسجيلات إنترسكوب
. إنه بمثابة أغنية من ألبومه الأول ، مادبوي . تم إنتاج الأغنية بواسطة سكتستسنيوراولد وسجل الإنتاج الثنائي خذ رحلة نهارية . حققت الأغنية نجاحًا كبيرًا ، وانتشرت بسرعة في منتصف عام 2018 ، بعد عام تقريبًا من إطلاقها.

## أغنية مصورة
تم إصدار الفيديو الموسيقي للأغنية في 30 يناير 2018 عبر يوتيوب وتم توجيهه بواسطة وايت تراش تايلر و نيك ووكر و وس نفسه. إنه فيديو موسيقي بالأبيض والأسود ويجد ويس في ملعب كرة سلة.